# Apache OpenJPA
OpenJPAは Java Persistence API仕様のオープンソース実装の一つである。
データベースへのオブジェクトの永続化を単純化する ORM の一つでもある。
Apache License2.0のもとで配布されている。

## 歴史
Kodoは、Java Data Objects実装であり、SolarMetric社により2001年に初めて開発された。BEAシステムズは、SolarMetric社を2005年に買収した。そのとき、KodoはJDOとJPAの両方の仕様の実装として拡張されていた。
2006年、BEAはOpenJPAという名でKodoのソースコードの大部分をApache Software Foundationへ寄贈した。寄付されたソースコードは、BEA Weblogic Server、IBM WebSphere、Geronimo Application Serverの永続化エンジンのコア部分となるものだった。2007年 3月、OpenJPAはインキュベータから卒業し、トップレベルプロジェクトなった。
また、Sun's Technology Compatibility KitでJPA実装として認められた。